# Латвійський університет
Латві́йський університе́т (латис. Latvijas Universitāte) — найстаріший і найбільший університет Латвії, розташований у Ризі. 
Латвійський університет став прабатьком багатьох вишів республіки: Латвійського університету біонаук і технологій, Ризького університету імені Страдиня, від якого 1958 року було відокремлено технічні факультети і на їхній базі відтворено Ризький технічний університет.
Університет включає в себе 24 інститути і 13 факультетів, крім того, до складу університету входять 17 навчальних центрів та інших підрозділів. Девіз: Scientiae et patriae (лат. Zinātnei un tēvijai, укр. Для науки і батьківщини). Входить до Утрехтської мережі — асоціації університетів Європи.
З березня 2024 року ректором є Гундарс Берзіньш.

## Історія

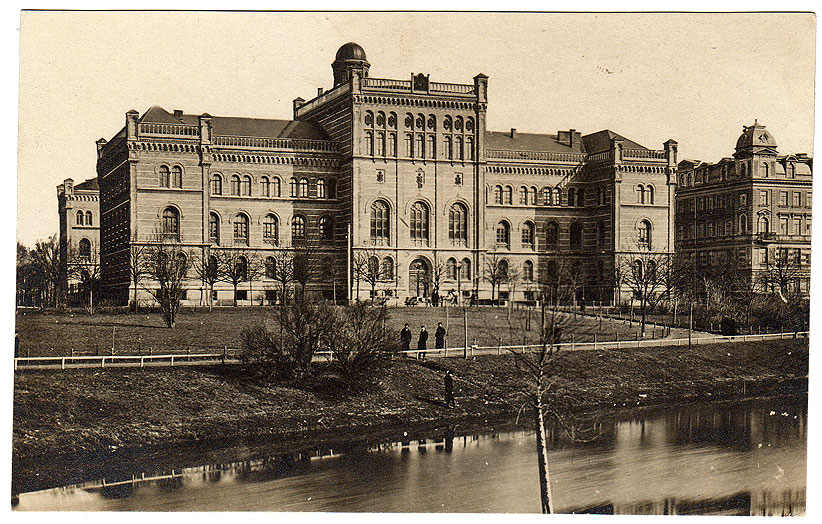
Будівля Ризької політехніки на поштовій листівці поч. XX ст. Нині будівля Латвійського університету

Університет було засновано як «Латвійську вищу школу» 28 вересня 1919 року на основі колишньої Ризької політехніки (заснованої 1862 р.). Першим ректором університету був хімік Пауль Вальден. 1923 року школі було надано її нинішнє ім'я — Латвійський університет (Universitas Latviensis).
У період з 1919 по 1940 рік Латвійський університет був головним центром вищої освіти, науки і культури Латвійської Республіки. Колишня будівля Ризької політехніки на бульварі Райня 19 слугує головним корпусом університету. У довоєнні роки вищу академічну освіту можна було здобути не лише в Латвійському університеті, а й у Латвійській державній консерваторії та Академії мистецтв.
З початком радянської окупації університет був перейменований на Латвійський державний університет (ЛДУ, латис. Latvijas Valsts Universitāte) у 1940-1941 та 1944/1945-1958 роках. Під час нацистської окупації, з 1942 по 1944/1945 рік, він називався Ризьким університетом (латис. Rīgas Universitāte). Після Другої світової війни з часом від Латвійського університету відокремилися Латвійський сільськогосподарський університет, Ризький університет ім. Страдіня та Ризький технічний університет, які стали відомими центрами освіти та досліджень. У 1958 році університет було перейменовано на Латвійський державний університет імені Петеріса Стучки (латис. Pētera Stučkas Latvijas Valsts Universitāte), що було його офіційною назвою до 1990 року.
Після відновлення незалежності Латвії Сейм Латвійської Республіки 18 вересня 1991 року підтвердив Конституцію Латвійського університету. У ній зазначалося, що університет є «державним закладом академічної освіти, науки і культури, який служить потребам Латвії та її народу». Разом з Конституцією, прапор, гімн, емблема університету, ректорський ланцюг, а також офіційний одяг ректора, проректора і деканів були знову затверджені як атрибути Латвійського університету.
Єврофакультет, створений CBSS для підтримки реформ в університетах Тарту, Риги та Вільнюса, був організований зі штаб-квартирою в Латвійському університеті з 1993 по 2005 рр.[6] Ризька академія підготовки вчителів та управління освітою була приєднана до університету в 2017 році.
Латвійський університет пропонує навчання на бакалаврському, магістерському та докторському рівнях, і в жовтні 2014 року понад 14 000 студентів, включаючи аспірантів та студентів за обміном, були зараховані на різні навчальні програми[13. Майже третина з них навчалася на програмах, пов'язаних з бізнесом та економікою.
Девіз університету — «Scientiae et patriae» (латис. Zinātnei un Tēvzemei; укр. Для науки і батьківщини).

## Структура
У Латвійському університеті є 6 факультетів:
- Факультет економіки та соціальних наук;
- Факультет точних наук і технологій;
- Факультет гуманітарних наук;
- Факультет педагогічних наук і психології;
- Юридичний факультет;
- Факультет медицини та наук про життя.

До складу університету також входить ботанічний сад.

## Очільники
Ректори університету:
- Пауль Вальден — 1902—1906 і 1916—1918
- Яніс Рубертс — 1923—1925
- Матвейс Кадекс — 1944—1949
- Матвейс Кадекс — 1949—1962

## Відомі випускники
- Андріс Амбайніс — інформатик
- Марта Станя — латвійська архітекторка
- Ліа-Аста Кнаке — латвійська архітекторка
- Аусма Скуїня — латвійська архітекторка
- Карліс Штейнс (1911—1983) — латвійський астроном